# Menkin
Menkin ist ein Gemeindeteil des Ortsteils Wollschow der Landstadt Brüssow im deutschen Bundesland Brandenburg.

## Geschichte
Menkin entstand um 1200 als Bauerndorf mit Feldsteinkirche in der Zeit der deutschen Kolonisation auf altslawischem Siedlungsboden. Hermann von Gleichen, Bischof von Cammin, erhielt im Jahre 1260 von dem Markgrafen Johann I. zum Tausch gegen Klockow die beiden Dörfer „Wolsichowe“ und „Menkin“. Damit kam das Dorf in Abhängigkeit von Burg Löcknitz, das gleichfalls diesem Kirchenfürsten zustand. In der Folge wurden die Familien von Buch, Eickstedt, Schulenburg und Blankenburg als Besitzer erwähnt.
Im Jahre 1623 kaufte der aus der Prignitz stammende kurbrandenburgische Kammerjunker und Kommendator von Schievelbein in der Neumark Adam von Winterfeldt den Rittersitz. Das Dorf einschließlich Wollschow und Fahrenholz blieben bis 1945 im Besitz der Familie von Winterfeldt. Während des Dreißigjährigen Krieges wurde Menkin zum größten Teil eingeäschert. Auch das Gut brannte ab; wurde danach jedoch wieder aufgebaut. 1740 wurde das Gutshaus neu errichtet. Das Adelsgeschlecht stellte mit seinen Menkiner Gutsherrn fortan namhafte Vertreter der brandenburgischen Politik, so u. a. Carl Friedrich Gotthilf von Winterfeld auf Menkin mit Anteil Wollschow, Geheimer Ober-Finanzrat, Hauptritterschaftsirektor am Kur- und Neumärkisches Ritterschaftlichen Kreditinstitut Berlin. Um 1930 hatte das Gut Menkin 930 ha Umfang, war selbst kein ausgewiesenes Rittergut, aber Teil eines größeren Gesamtbesitzes mit Rittergut Fahrenholz zusammen. 1945 wurde der Gutsbesitzer Joachim von Winterfeldt–Menkin enteignet und vertrieben; das Gutshaus wurde durch Brandstiftung zerstört. 
Am 1. Juli 1950 wurde Menkin nach Wollschow eingemeindet. 1960 wurde das Gutshaus in vereinfachter Form wieder aufgebaut. 1969 entstand aus sechs Landwirtschaftlichen Produktionsgenossenschaften des Territoriums die Kooperationsgemeinschaft Woddow. Hieraus bildeten sich Anfang 1976 die LPG (Tierproduktion) „Spartakus“ Wollschow-Menkin und die LPG (Tierproduktion) „Friedrich Engels“ Bagemühl.
Nach 1990 gab es einige Gebietsänderungen gemäß dem Staatsvertrag vom 9. Mai 1992, der am 1. Juli 1992 in Kraft trat. Die Gemeinde Wollschow und die Stadt Brüssow des Landkreises Pasewalk wurden in den bestehenden Gemeinde- und Gemarkungsgrenzen aus dem Land Mecklenburg-Vorpommern ausgegliedert und in das Land Brandenburg eingegliedert. 1992 kauften die Nachkommen von Joachim von Winterfeldt-Menkin, die Familie von Oppen, das Gut Menkin. Am 31. Dezember 2001 wurde Menkin zusammen mit Wollschow nach Brüssow eingemeindet.

## Kultur und Sehenswürdigkeiten

### Schlitterstein
Auf der Gemarkungsgrenze zwischen Menkin und Bergholz, das heißt auf der Landesgrenze zwischen Mecklenburg-Vorpommern und Brandenburg liegt ein Findling namens „Schlitterstein“. Der Stein ist 6,20 m lang, 4,70 m breit und ist mehr als 2,50 m hoch. Er hat damit einen Umfang von mehr als 15 m und ein Volumen von mehr als 38 m³. Der Stein besteht aus feinkörnigem, rötlich grauen Granit mit etwas weniger schwarzen Bestandteilen, Quarz, Feldspat und Glimmer. Der Stein ist durch Kluft gespalten und hat eine Schlitterspur auf der Südseite.

### Baudenkmale
Die Baudenkmale in Menkin sind der Gutspark mit Grotte und Barockfiguren, Verwaltungsgebäude und Kulturhaus von 1951/1960 in der Hofstraße 4, das Wohnhaus des Gutsgärtners von 1870/1880, nach einem Entwurf von Paul Lehmgrübner, umgebaut 1899, in der Hofstraße 4 A und die Feldsteinkirche.

#### Feldsteinkirche

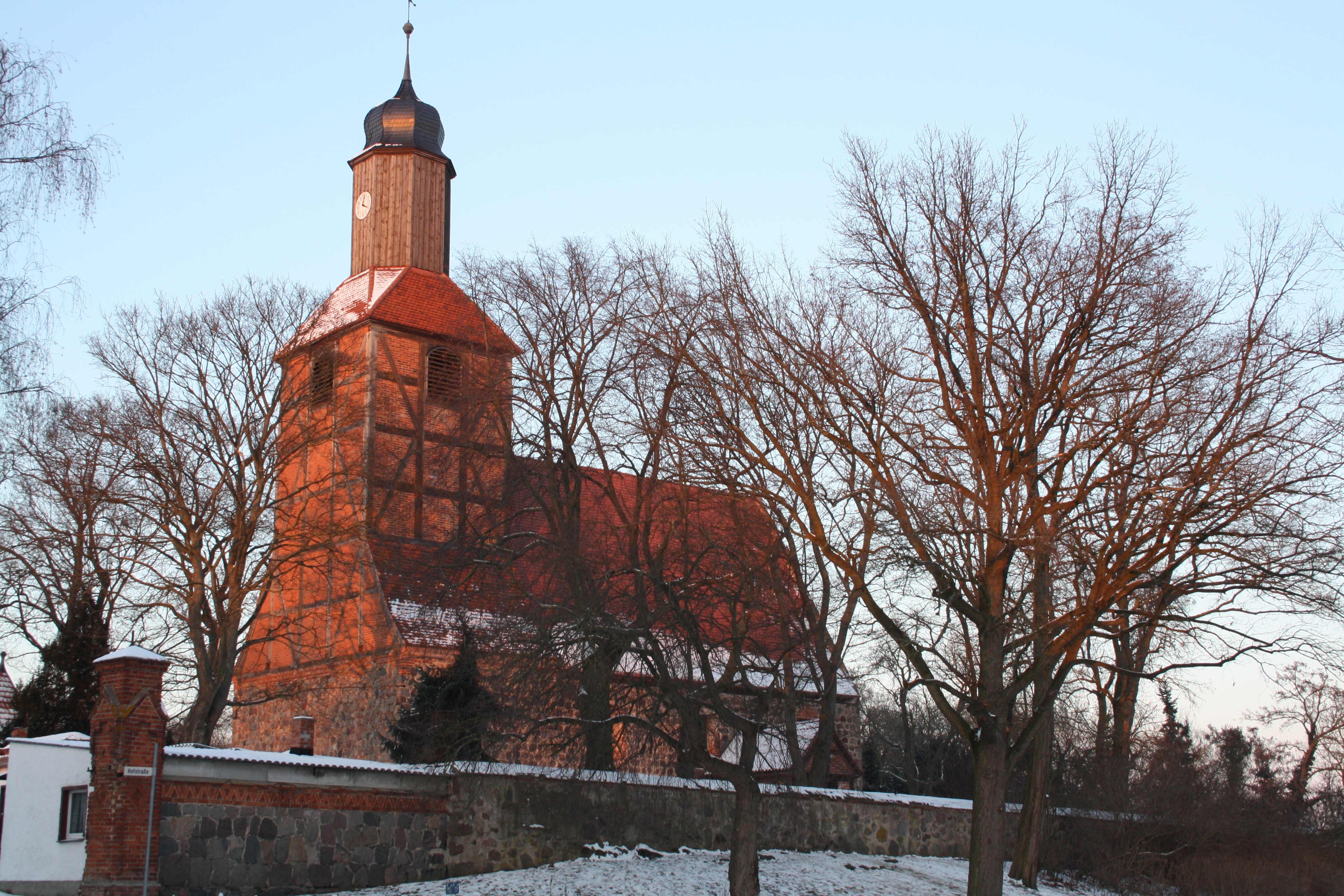
Kirche Menkin 2014 von Westen

Die Dorfkirche Menkin ist eine Feldsteinkirche aus dem 13. Jahrhundert mit einer für die Region reichen Innenausstattung aus den 16. und 17. Jahrhundert.

## Persönlichkeiten
- Joachim von Winterfeldt-Menkin